# 菲利普·通德尔
菲利普·通德尔（法語：Philippe Tondre，1989年－），法裔英籍的古典雙簧管演奏家。他自2020年起担任费城管弦乐团的首席双簧管，自2022年起担任柯蒂斯音樂學院的双簧管教授。

## 早年
菲利普·通德尔出生于米卢斯，六岁时开始在米卢斯国立音乐学校师从伊夫·考特雷（Yves Cautrès）学习双簧管，之后进入巴黎音乐学院师从大卫-瓦尔特（David Walter），并获得双簧管大奖以及音乐演绎硕士学位。他还师从海因茨·霍利格、莫里斯·布尔格、雅克·提斯（Jacques Tys）、让-路易·卡佩扎利和英戈·戈里茨基等人学习。

## 职业生涯
通德尔非常重视管弦乐活动，在学习期间，他加入了法国青年管弦乐团和古斯塔夫·马勒青年管弦乐团，由科林·戴维斯和赫伯特·布隆斯泰特指挥。十八岁时，他被任命为西南广播斯图加特广播交响乐团的双簧管独奏，由罗杰·诺林顿和乔治·普雷特指挥，他于2008年至2016年担任此位。19岁时，他在日本被小泽征尔看中，并在2010年成为松本市斋藤纪念管弦乐团的成员，随后在2012年成为他指挥的水户室内乐团的成员。此后，他与这两支乐队进行了国际巡演。菲利普·通德尔经常作为客座双簧管独奏与、法國廣播愛樂樂團、柏林廣播交響樂團合作演出。
他也曾作为独奏家与日内瓦室内乐团、伦敦新莫扎特乐团、巴塞尔音乐学院乐团、斯图加特室内乐团、斯图加特广播交响乐团、瑞士罗曼德管弦乐团、大阪愛樂交響樂團、泰国爱乐乐团、慕尼黑室内乐团、Ensemble La Folia、巴伐利亞廣播交響樂團、斋藤纪念节日乐团演出，并参加亚洲、欧洲和美国的许多音乐节。
2013年，通德尔在作曲家詹姆斯·麦克米伦的指导下与他的乐团在斯图加特演奏了的他的双簧管协奏曲的德国首演。同年6月，他在柏林愛樂廳首次与与柏林德意志交響樂團演出。2013年，他与雅克·佐恩一起与小泽征尔的乐团在松本演出利盖蒂·捷尔吉的双双簧管协奏曲的日本首演，并参加了羅蘭多·比利亞松在柏林举办的ARTE节目《明日之星》（法語：Stars de Demain）。他还在德国、中国大陆、台湾及日本主持了许多大师班。
2015年，他加入布达佩斯节日管弦乐团，在费舍尔·伊万的指挥下担任双簧管首席，一年后成为安德里斯·尼尔森斯麾下的萊比錫布商大廈管弦樂團的双簧管独奏，在此位一个演出季后，他决定返回斯图加特，重新加入目前由特奥多尔·库伦齐斯领导的新合并的西南广播电台交响乐团。通德尔自2015年起在萨尔音乐学院担任教职，成为德国境内最年轻的木管教授之一。自2019年3月起，他成为欧洲室内乐团的首席双簧管，接替道格拉斯·博伊德、弗朗索瓦·勒勒和凯·弗伦布根（Kai Frömbgen）。
在2019年10月13日星期日结束的招聘过程中，通德尔被任命为费城管弦乐团的首席双簧管，在理查德·伍德姆斯退休后，他加入夏季音乐节，然后在2020年9月14日加入2020-2021乐季。因此，他继马塞尔·塔比托在1915年至1954年期间担任同一职务之后，延续了法国双簧管学派在费城的传统。2022年4月，他被任命为柯蒂斯音樂學院的双簧管教授，从2022-2023学年开始，也在那里接替伍德姆斯。

## 奖项
通德尔是所有重要的双簧管国际比赛的获奖者：布拉格国际春季音乐比赛的三等奖和古斯塔夫·马勒奖，美国国际双簧协会的吉莱-福克斯比赛的一等奖，索尼基金会组织的日本国际比赛的二等奖、日内瓦国际音乐比赛的三等奖。2011年9月，他赢得了第60届ARD慕尼黑國際音樂大賽，以及三个特别奖，包括公众奖和为比赛而创作的林瑞玲作品《礼物》的最佳演绎奖。2012年9月，在波恩国际音乐节的音乐会之后，他被授予贝多芬指环奖，成为第一位获得这一著名奖项的双簧管演奏家，此前这一奖项曾授予、茱莉亚·费舍尔和麗莎·巴蒂亞什維利等音乐家。